# آوانتور
آوانتور (انگلیسی: Avantor) شرکت صنایع شیمیایی آمریکایی است، که در سال ۱۹۰۴ تأسیس شد.